# 足立由紀子
足立由紀子（日语：／ Atachi Yukiko），日本女性配音員、歌手。出身於廣島縣吳市。自2014年起，她以藝名雪乃（ゆきの）活躍。A型血。

## 簡歷
- 1997年：開始創作廣告音樂、遊戲音樂、臨時歌曲、合唱等。
- 1998年：作為雙人民謠團體「Api」（後來改名為）在東京活躍。
- 2004年：解散後，與組成。
- 2005年：以身分恢復個人活動。
- 2013年：活動停止。

## 演出
粗體字表示主要角色。

### 遊戲
- 格鬥天王2003（神樂千鶴）※須川由紀子名義。

### 樂曲
- beatmaniaIIDX 8th style（KONAMI，遊戲） ※YUKI名義。

### 合音
- 2005年12月—THE THRILL 15週年紀念音樂會
  - 參加「15th Anniversary -GREAT ADVENTURE-」（SHIBUYA O-EAST）。
- 2006年8月—Gallantique和惠獨奏會
  - 參演「仲夏夜獨自一人的女人」（青山／）。

### 廣告音樂
- Aderans（日语：アデランス） Eve Mine
- APITA
- 井村屋（日语：井村屋グループ）肉包
- 清涼飲料水
- JR西日本

等多數

## 外部連結
- （日語）
- （日語）—足立由紀子的官方個人部落格。